# Ligne Yokosuka
La ligne Yokosuka (横須賀線, Yokosuka-sen) est une ligne ferroviaire du réseau JR East au Japon. Elle relie la gare de Tokyo à celle de Kurihama à Yokosuka.

## Histoire
La construction de la ligne fut demandée par l'armée en 1886 pour desservir l'une de ses plus importante base à Yokosuka. La construction commença en janvier 1888 entre Ōfuna et Yokosuka pour une mise en service en juin 1889. Elle est officiellement nommée ligne Yokosuka en 1909. En 1944, la ligne est prolongée jusqu'à Kurihama. En 1980, l'ouverture de nouvelles voies parallèles à la ligne principale Tōkaidō prolonge la ligne Yokosuka jusqu'à la gare de Tokyo et permet l'interconnexion avec la ligne Sōbu.

## Caractéristiques

### Ligne
- Longueur : 73,3 km
- Ecartement : 1 067 mm
- Electrification : 1 500 V CC

### Services et interconnexions
À Tokyo, la ligne Yokusuka est interconnectée avec la ligne Sōbu. Certains trains de la ligne Shōnan-Shinjuku empruntent la ligne Yokusuka jusqu'à Zushi. Le service Narita Express emprunte également la ligne, desservant Shinagawa, Yokohama et Ōfuna.

### Liste des gares

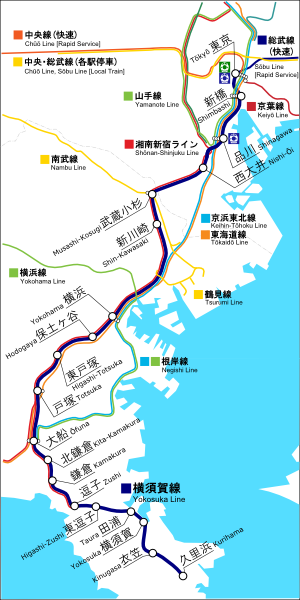
Gares de la ligne Yokosuka

| Numéro  | Gare            | Nom japonais | Distance depuis Tokyo (km) | Correspondances | Localisation | Localisation           |
| ------- | --------------- | ------------ | -------------------------- | --- | ------------ | ---------------------- |
| TYOJO19 | Tokyo           | 東京         | 0                          | JR Central : Tōkaidō Shinkansen JR East : Tōhoku Shinkansen, JC Chūō, JK Keihin-Tōhoku, JE Keiyō, JB Sōbu (interconnexion), JT Tōkaidō, JY Yamanote Tokyo Metro : M Marunouchi | Chiyoda      | Tokyo                  |
| SMBJO18 | Shimbashi       | 新橋         | 1,9                        | JR East : JK Keihin-Tōhoku, JT Tōkaidō, JY Yamanote Tokyo Metro : G Ginza Toei : A Asakusa Yurikamome                                                                          | Minato       | Tokyo                  |
| SGWJO17 | Shinagawa       | 品川         | 6,8                        | JR East :Tōkaidō Shinkansen, JK Keihin-Tōhoku, JT Tōkaidō, JY Yamanote Keikyū : Keikyū                                                                                         | Minato       | Tokyo                  |
| JO16    | Nishi-Ōi        | 西大井       | 10,4                       | JR East : JS Shōnan-Shinjuku | Shinagawa    | Tokyo                  |
| MKGJO15 | Musashi-Kosugi  | 武蔵小杉     | 16,8                       | JR East : JN Nambu Tōkyū : Meguro, Tōyoko | Kawasaki     | Préfecture de Kanagawa |
| JO14    | Shin-Kawasaki   | 新川崎       | 19,5                       | | Kawasaki     | Préfecture de Kanagawa |
| YHMJO13 | Yokohama        | 横浜         | 31,7                       | JR East : JK Keihin-Tōhoku, JK Negishi, JT Tōkaidō Tōkyū : Tōyoko Keikyū : Keikyū Sōtetsu : Sōtetsu Métro de Yokohama : ligne bleue Yokohama Minatomirai Railway : Minatomirai | Yokohama     | Préfecture de Kanagawa |
| JO12    | Hodogaya        | 保土ヶ谷     | 34,7                       | | Yokohama     | Préfecture de Kanagawa |
| JO11    | Higashi-Totsuka | 東戸塚       | 39,6                       | | Yokohama     | Préfecture de Kanagawa |
| TTKJO10 | Totsuka         | 戸塚         | 43,8                       | JR East : JT Tōkaidō Métro de Yokohama : ligne bleue | Yokohama     | Préfecture de Kanagawa |
| OFNJO09 | Ōfuna           | 大船         | 49,4                       | JR East : JK Negishi, JT Tōkaidō Monorail Shōnan | Kamakura     | Préfecture de Kanagawa |
| JO08    | Kita-Kamakura   | 北鎌倉       | 51,7                       | | Kamakura     | Préfecture de Kanagawa |
| JO07    | Kamakura        | 鎌倉         | 53,9                       | Chemin de fer électrique d'Enoshima | Kamakura     | Préfecture de Kanagawa |
| JO06    | Zushi           | 逗子         | 57,8                       | Keikyū : Zushi (à Zushi･Hayama) | Zushi        | Préfecture de Kanagawa |
| JO05    | Higashi-Zushi   | 東逗子       | 59,8                       | | Zushi        | Préfecture de Kanagawa |
| JO04    | Taura           | 田浦         | 63,2                       | | Yokosuka     | Préfecture de Kanagawa |
| JO03    | Yokosuka        | 横須賀       | 65,3                       | | Yokosuka     | Préfecture de Kanagawa |
| JO02    | Kinugasa        | 衣笠         | 68,7                       | | Yokosuka     | Préfecture de Kanagawa |
| JO01    | Kurihama        | 久里浜       | 73,3                       | Keikyū : Kurihama (à Keikyū Kurihama) | Yokosuka     | Préfecture de Kanagawa |

## Matériel roulant
À partir de 2020, les nouvelles rames de la série E235-1000 ont remplacé progressivement les rames de la série E217. Les dernières rames de la série E217 ont été retirées en 2025.

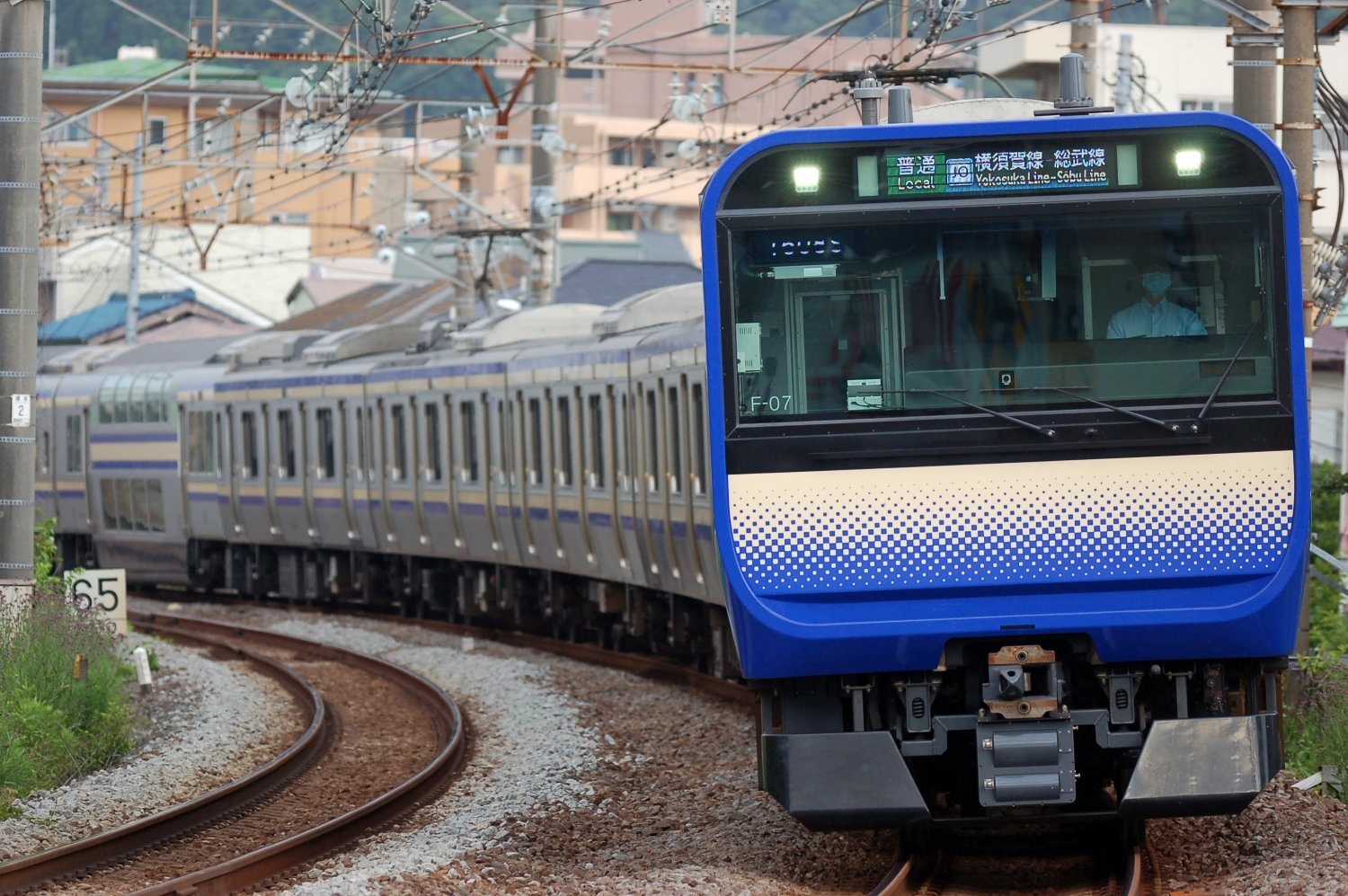
Série E235-1000
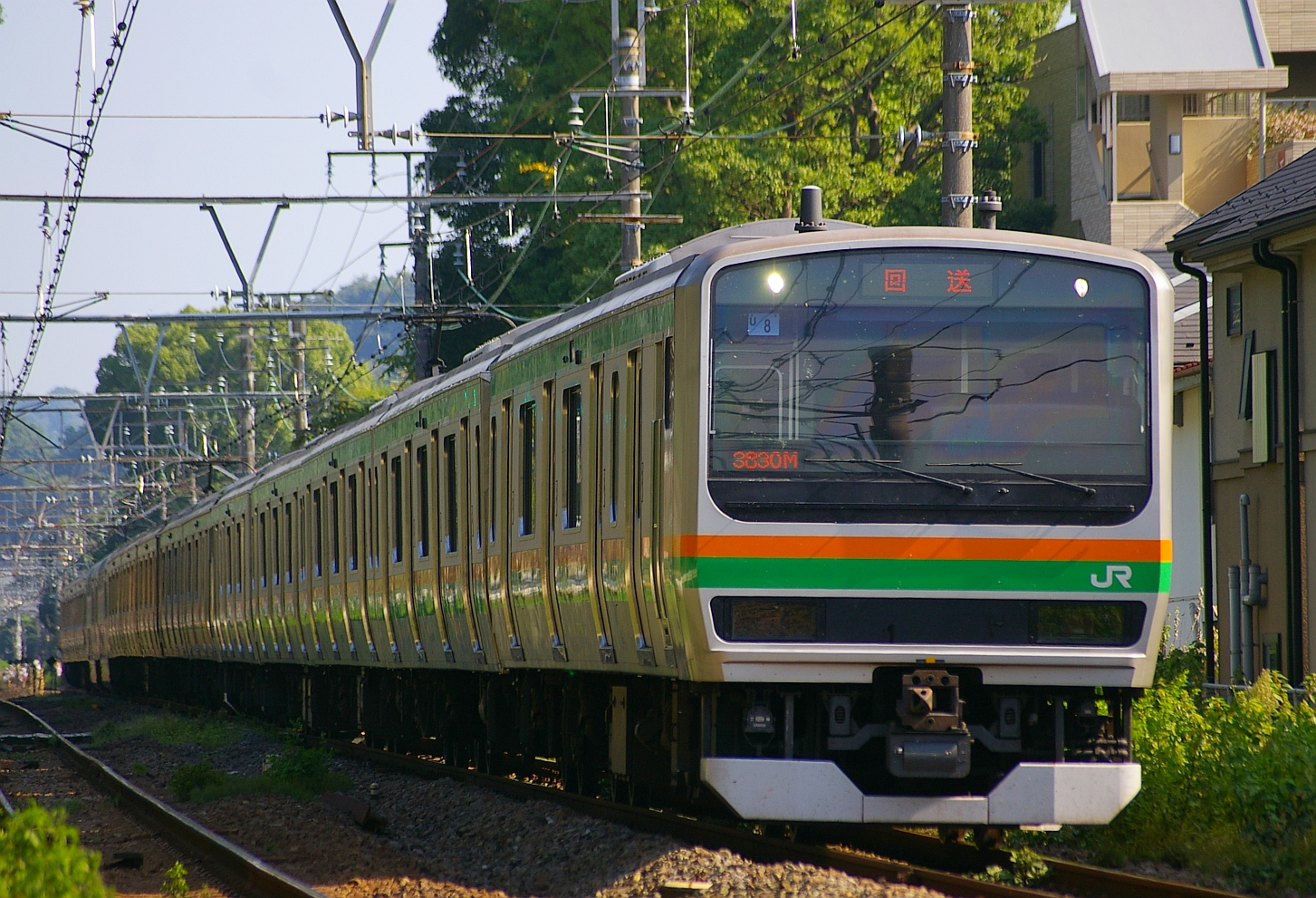
Série E231 (trains de la ligne Shōnan-Shinjuku)
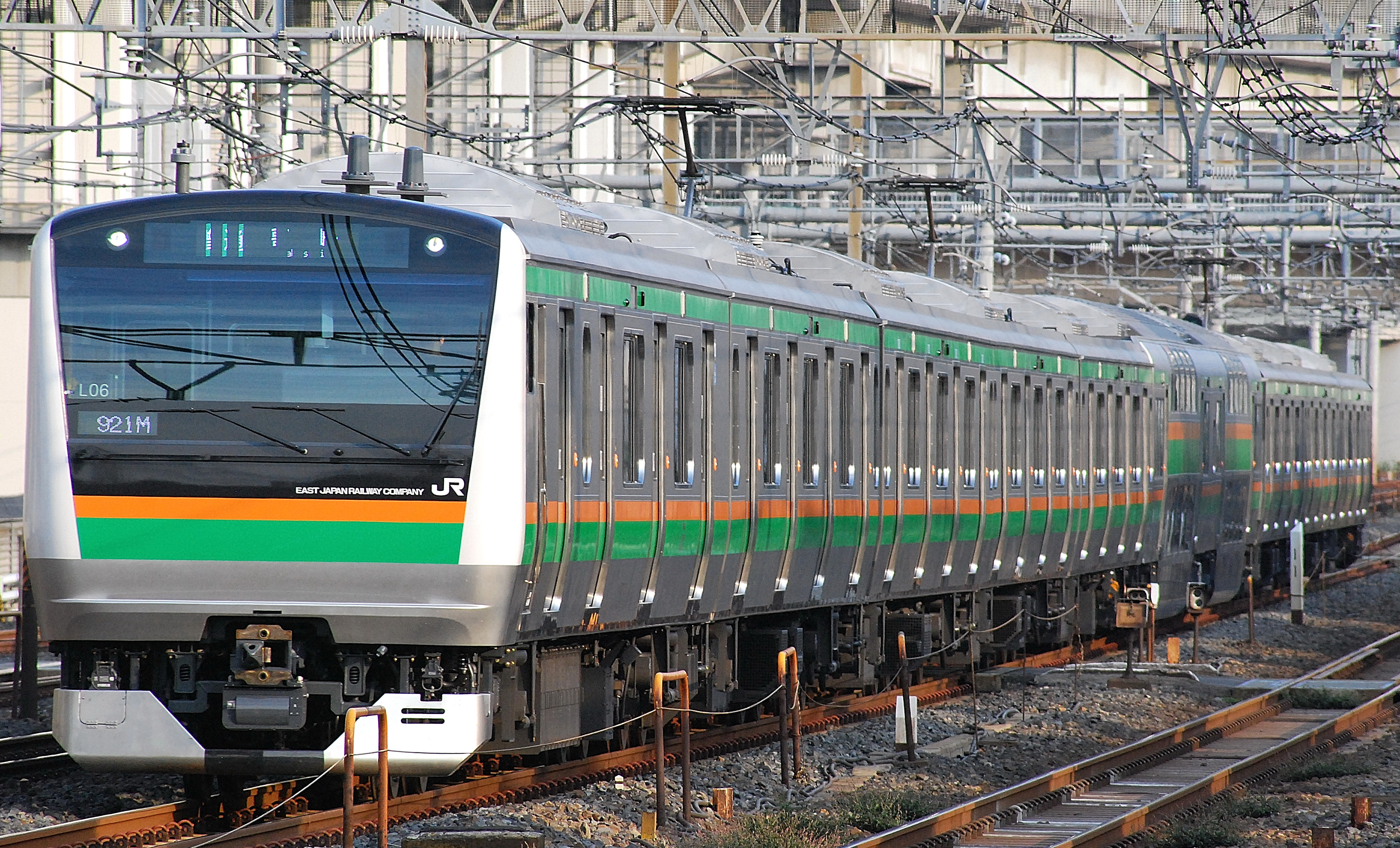
Série E233 (trains de la ligne Shōnan-Shinjuku)
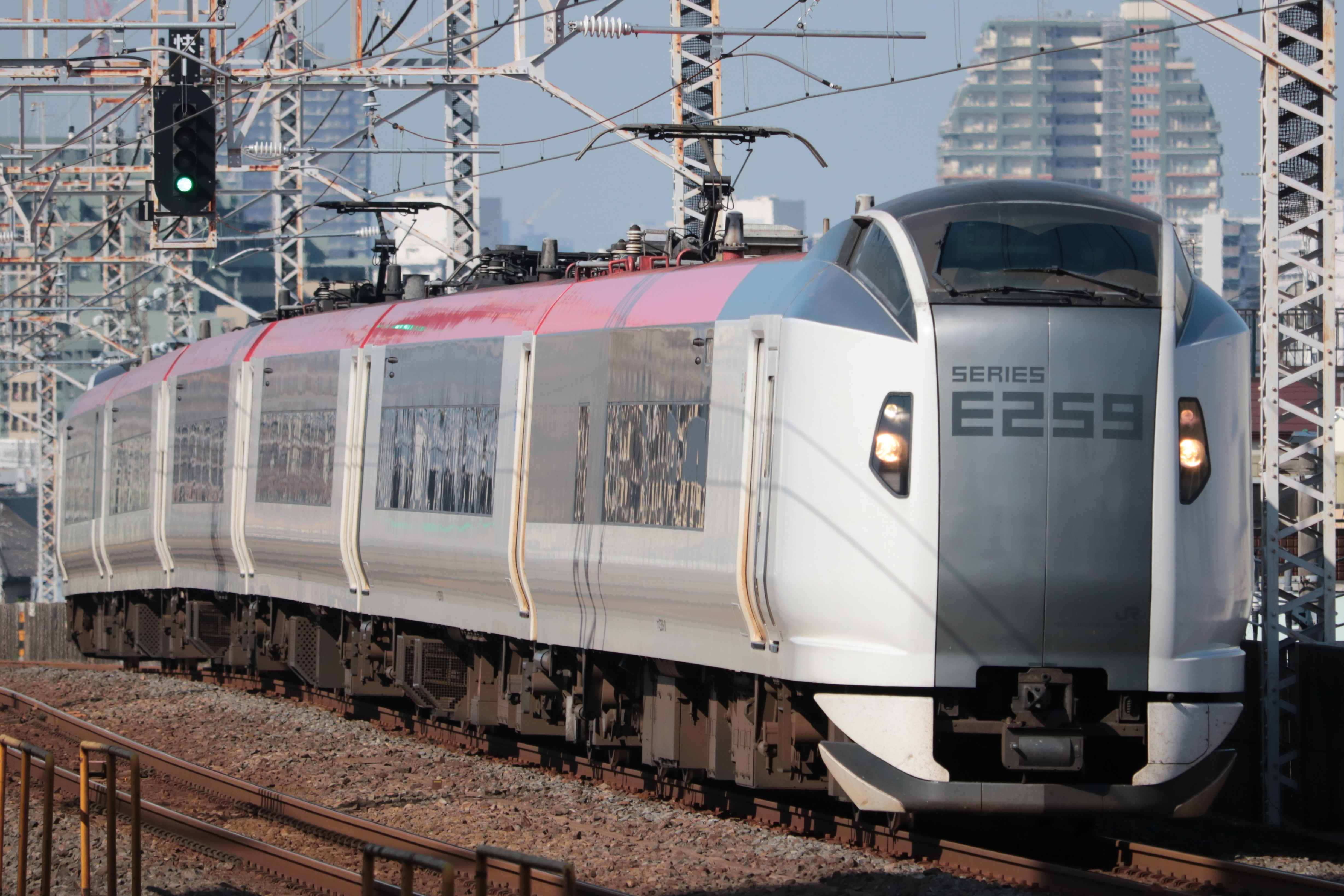
Série E259 (Narita Express)